# Dryosaurus
Dryosaurus là một chi khủng long, được Marsh mô tả khoa học năm 1894.